# Лудвиг (Хесен-Хомбург)
Вижте пояснителната страница за други личности с името Лудвиг.
Лудвиг Вилхелм фон Хесен-Хомбург (на немски: Ludwig Wilhelm von Hessen-Homburg; * 29 август 1770, Хомбург фор дер Хьое; † 19 януари 1839,Люксембург) е от 1829 г. до смъртта си ландграф на Хесен-Хомбург, също пруски генерал на инфантерията и гувернатор на крепост Люксембург.

## Биография
Той е вторият син на ландграф Фридрих V фон Хесен-Хомбург (1748 – 1820) и съпругата му Каролина фон Хесен-Дармщат (1746 – 1821), дъщеря на ландграф Лудвиг IX фон Хесен-Дармщат.
Заедно с по-големият му брат Фридрих VI той следва в Женева. На 18 ноември 1788 г. Лудвиг е капитан в пруската войска, през 1798 г. става майор. Лудвиг се жени през 1804 г. за принцеса Августа Амалия фон Насау-Узинген (1778 – 1846). Августа е влюбена в генерал-лейтенант Фридрих Вилхелм фон Бисмарк (1783 – 1860). Лудвиг се ражвежда през 1805 г. и не се жени повече.
През 1806 г. попада в плен на французите. След освобождението му той е генерал-майор на инфантерията в Кьонигсберг. През 1810 г. е изместен в Берлин. През 1813 г. е генерал-лейтенант и главен командир в боевете против французите. След втория мир в Париж (1815) той става гуверньор на Люксембург. Като богат той предпочита да пътува из Европа.
Лудвиг последва през 1829 г. като ландграф на Хесен-Хомбург по-големия си бездетен брат Фридрих VI (1769 – 1829).
През 1838 г. Лудвиг има 50-годишен юбилей в пруската му военна служба и за постиженията му получава от Фридрих Вилхелм III Брилянтния Черен орлов орден. Той посещава още веднъж за две седмици Хомбург и се връща обратно в Люксембург, където умира на 19 януари 1839 г.
Лудвиг е погребан в гробницата на дворец Бад Хомбург. Като ландграф на Хессен-Хомбург е последван от брат му Филип (1779 – 1846).